# ユキスズメ
ユキスズメ（雪雀、学名:Montifringilla nivalis）は、スズメ目スズメ科に分類される鳥類の一種。雀類の仲間。

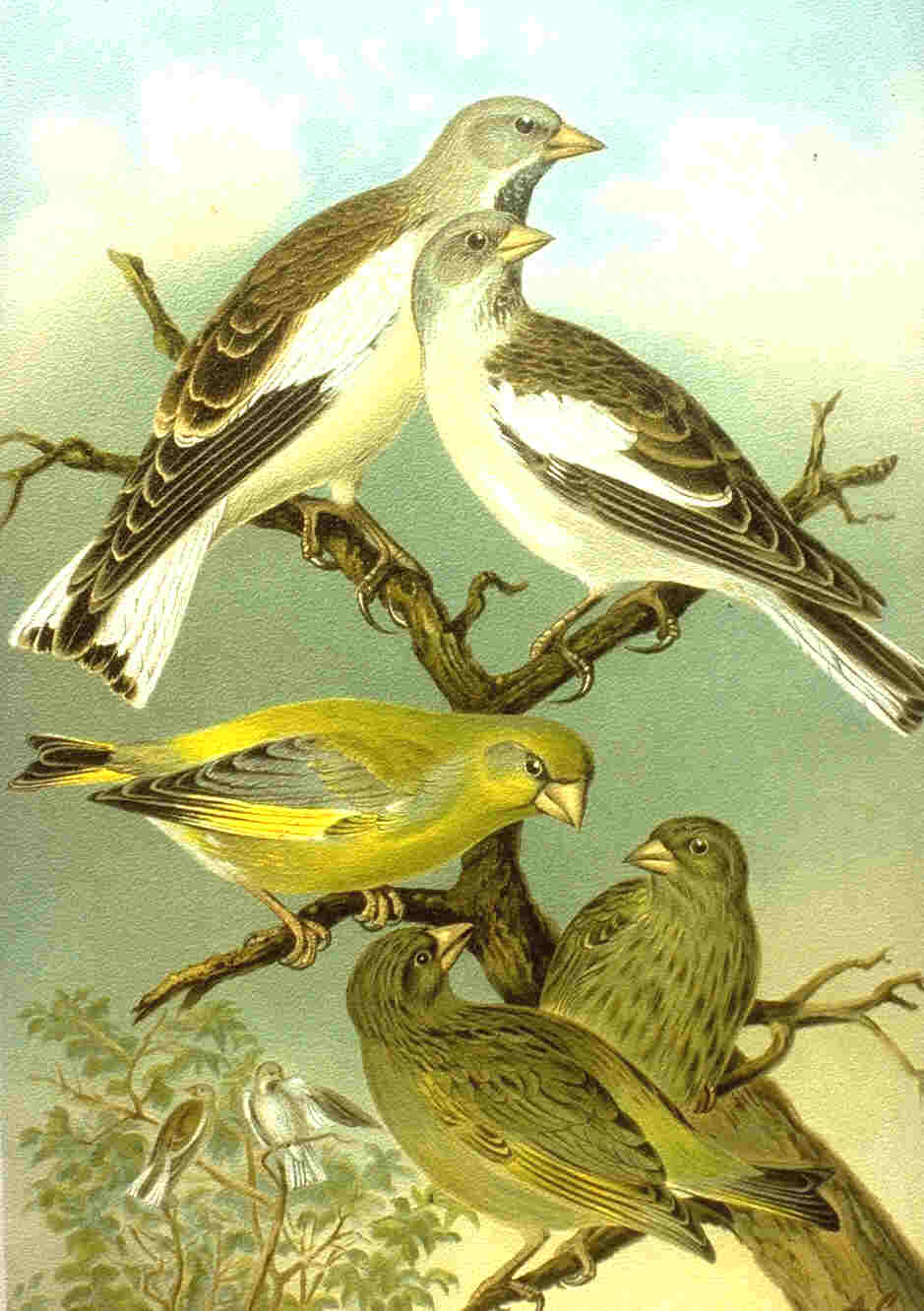
上がユキスズメ。下はアオカワラヒワ

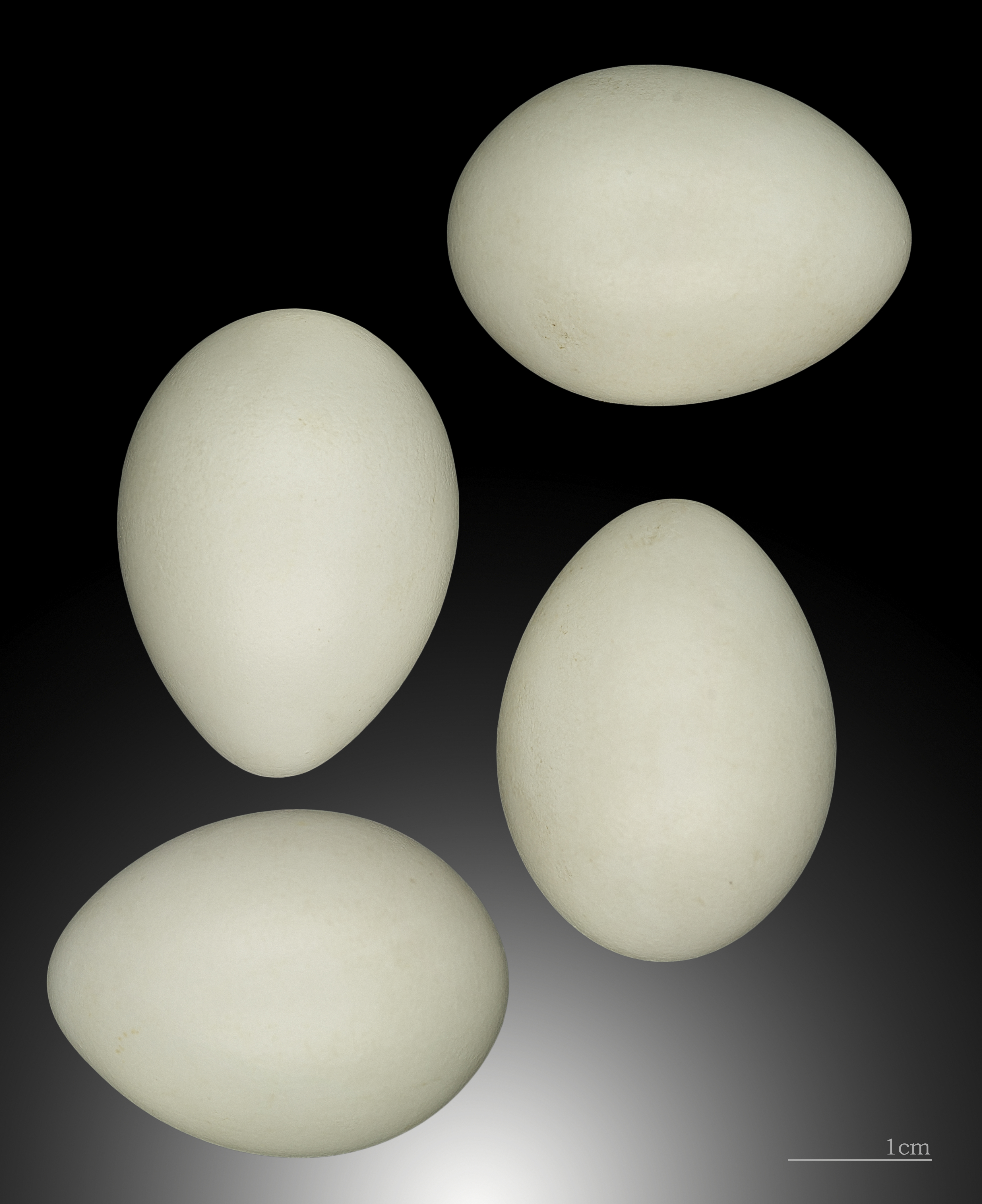
Montifringilla nivalis